# Marie-Charles-Isidore de Mercy
Marie-Charles-Isidore de Mercy, né à Maubec, près de Bourgoin-Jallieu, le 3 février 1736 et mort à Bourges le 10 février 1811, fut évêque de Luçon de 1775 à 1801, puis archevêque de Bourges de 1802 à 1811.

## Biographie
Issu de la noblesse Lorraine dont certains membres ont suivi le duc François III à Vienne, il est un parent de Florimond de Mercy-Argenteau, ambassadeur d'Autriche auprès de la cour de Versailles qui veillait sur la reine Marie-Antoinette d'Autriche. Il est vicaire-général et grand-archidiacre de Sens, chanoine de Saint-Pierre de Vannes avant d'être nommé évêque de Luçon en 1775. 
Il est élu député du clergé de la sénéchaussée de Poitiers aux États généraux. Lors des premières réunions du clergé, il est pris à partie par un autre élu poitevin, l'abbé Jacques Jallet, qui l'accuse d'avoir falsifié les cahiers de son clergé. 
Il refuse de prêter serment à la constitution civile du clergé, puis il émigre en juillet-août 1792. 
Au moment du Concordat, il remet sa démission d'évêque de Luçon puis il est nommé archevêque de Bourges. Le 4 juin 1802, il écrit : « Je suis arrivé à Bourges, l'accueil que j'y ai reçu a été un véritable triomphe pour la religion. Le premier usage que j'en ferai sera d'organiser mon diocèse ». Il a 66 ans. Le Cher comprend alors 218 000 habitants. Le diocèse de Bourges est peuplé de catholiques sauf un millier de protestants dont la moitié vit à Sancerre.
Mercy commence à organiser son diocèse en formant un chapitre de 12 chanoines. 29 cures sont établies dans le Cher, mais l'on manque de sujets valables et le problème le plus important est le recrutement (il n'y avait que 200 prêtres en 1801, dans le diocèse, dont la moitié âgés de plus de 50 ans). En 1806, il y a 390 prêtres et 294 en 1815. C'est un clergé de vieillards. Bourges est un diocèse en perdition. En France, on compte alors un prêtre pour 880 habitants, mais un pour 1460 dans le Berry. Les prêtres sont peu instruits, Mercy constate qu'ils ne connaissent pas le latin, ni leur catéchisme. 
Mercy recherche des locaux à Bourges, il veut reprendre l'ancien séminaire de Condé, mais le ministre de la Guerre refuse.
Les difficultés financières sont importantes.
Mercy meurt à 75 ans le 10 février 1811.

## Distinction
- Officier de la Légion d'honneur (15 janvier 1805)[2]